# Festival Nacional de la Jota
El Festival Nacional de la Jota es un certamen español de música y baile en torno a la jota castellana que se celebra cada año en la villa segoviana de Cuéllar, Castilla y León, y cuya primera edición fue realizada en 1968.
Su primera edición tuvo lugar durante los encierros de Cuéllar de 1968, estuvo organizada por la Peña La Plaga, y tuvo como invitado al político Adolfo Suárez, que por entonces ostentaba el cargo de gobernador civil de la provincia de Segovia. Al año siguiente el Ayuntamiento de Cuéllar adoptó la organización del evento, delegando en la actualidad para tal fin en el Grupo de Danzas Villa de Cuéllar.
Se celebra anualmente en el patio de armas del castillo de Cuéllar, y el evento además sirve como medio de presentación oficial de la corregidora y damas de honor de las Fiestas de los Encierros.
A pesar de que su primera celebración tuviese lugar en 1968, en el año 2012 se celebró la 28º edición del festival, ya que su organización fue interrumpida durante algunos años, y en ella participaron grupos procedentes de Murcia y de Madrid, además del propio grupo organizador.